# Aenne Burda

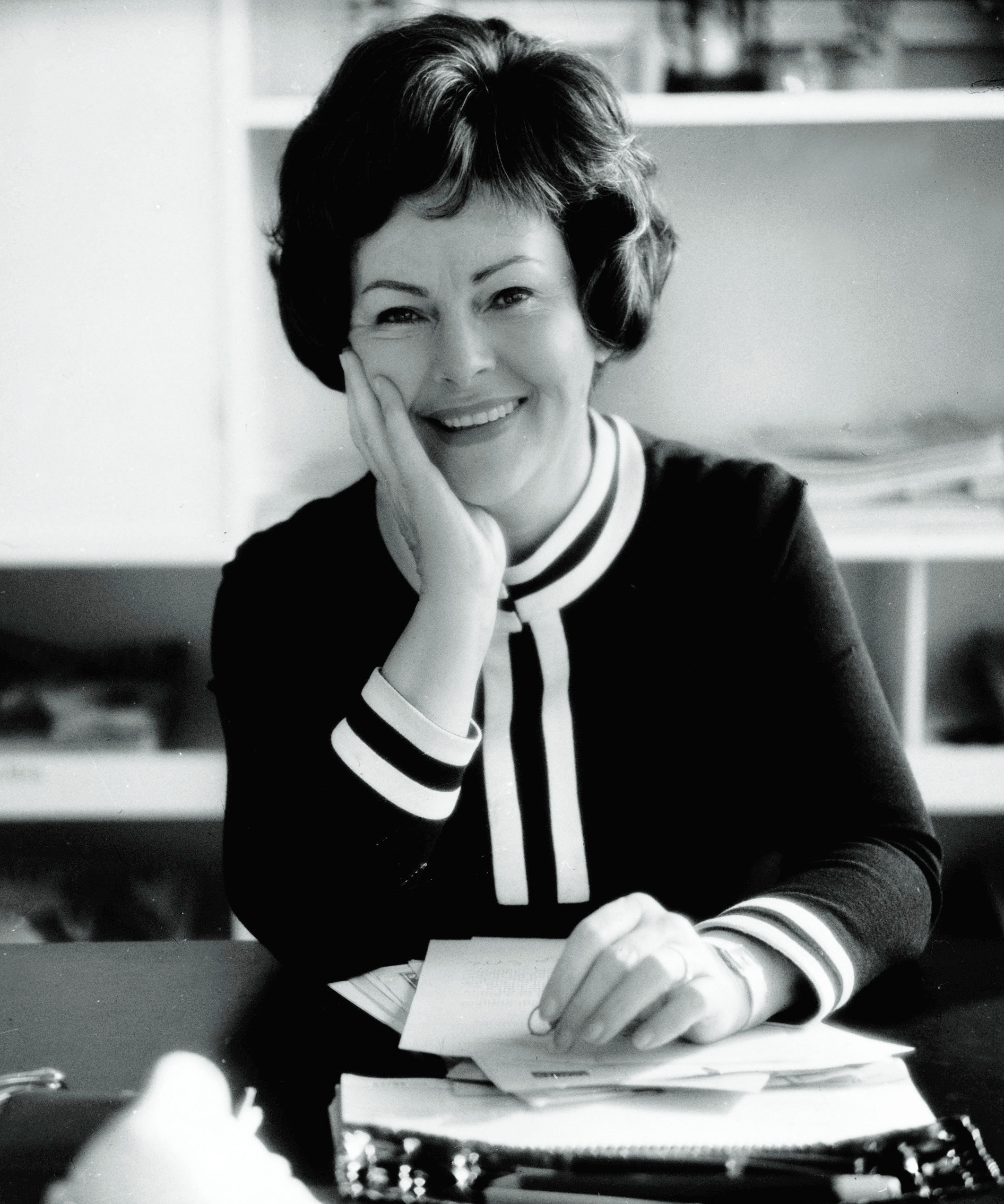
Aenne Burda

Anna Magdalene "Aenne" Burda, geboren Lemminger, (Offenburg, 28 juli 1909 – aldaar, 3 november 2005) was een Duitse uitgeefster van modebladen. In 1950 begon ze met het uitgeven van het blad Burda Moden, dat later tot het grootste modevakblad ter wereld zou uitgroeien.
Burda Moden was vooral populair bij vrouwen die zelf kleding maakten en gebruikmaakten van de patronen die in het blad werden en nog steeds worden gepubliceerd. Aenne Burda had zich dan ook voorgenomen om praktische en betaalbare mode aan een groot en breed publiek aan te bieden.
In 1987 was Burda Moden het eerste westerse tijdschrift dat achter het IJzeren Gordijn werd uitgegeven. In dat jaar verscheen de eerste Russische versie van het modevakblad dat in het Duitse Offenburg wordt gemaakt.
Aenne Burda was de echtgenote van Franz Burda II, die de uitgeverij Burda Media leidde. Ze kregen drie zonen, Franz, Frieder en Hubert, die na de dood van Franz II de leiding van de Burda-uitgeverij overnam en het omvormde tot Hubert Burda Media Holding. In 1994 nam Hubert Burda de uitgeverij van Aenne Burda over.